# 에드워드 A. 다위
에드워드 A. 다위(Edward A. Dowey Jr, 1918년 2월 21일 - 2003년 5월 8일)는 미국의 저명한 칼빈학자이다. 필라델피아에서 태어난 그는 1940년 라파예트 대학교에서 문학 학사 학위를, 1943년 프린스턴 대학교에서 신학 학사 학위를 받았다. 4년 후 컬럼비아에서 석사 학위를 받았다. 개신교 종교개혁 학자이자 프린스턴 신학교의 기독교 교리 명예 교수로 있다가 파킨슨 병의 합병증으로 사망하였다. 학자들은 도위 박사의 1952년 저서 '칼빈 신학에 나타난 하나님에 대한 지식'을 종교개혁의 주요 인물인 존 칼빈 연구에 대한 최고의 입문서 중 하나로 본다. 도위 박사는 펜실베이니아주 이스턴의 라파예트 대학, 뉴욕의 컬럼비아 대학, 시카고의 맥코믹 신학교에서 가르친 후 1957년 프린스턴 신학교 교수진에 합류했다. 1982년 프린스턴 신학교의 기독교 교리 아치볼드 알렉산더 교수로 임명되었다.

## 같이 보기
- 칼빈 신학